# L'ultimo uomo arrabbiato
L'ultimo uomo arrabbiato (The Last Angry Man) è un romanzo di Gerald Green, pubblicato nel 1956.
Nel 1959 il regista Daniel Mann ne ha fatto un adattamento cinematografico, intitolato Addio dottor Abelman! (The Last Angry Man), candidato al Premio Oscar per l'Oscar al miglior attore (Paul Muni), e Oscar alla migliore scenografia.

## Trama
La vita di un medico dedito ai poveri e alla fine della sua carriera vista attraverso gli occhi di un giornalista cinico e disincantato che deve realizzare un programma televisivo su di lui.